# I figli della notte
I figli della notte è un film del 2016 diretto da Andrea De Sica.

## Trama
Giulio, un ragazzo di 17 anni, si ritrova in collegio dopo una bravata. Sopravvive alla solitudine e alla dura disciplina di un collegio per rampolli dell'alta società grazie all'amicizia con Edoardo. I due diventano inseparabili e iniziano ad architettare fughe notturne dalla scuola-prigione. La trasgressione è però parte dell'offerta formativa e ogni loro gesto è monitorato.

## Produzione
Il film è una coproduzione internazionale Italia-Belgio tra Vivo Film, con Rai Cinema, e Tarantula, con il sostegno della IDM Südtirol - Alto Adige e del fondo regionale per il cinema e l'audiovisivo della Regione Lazio. La location principale è stata allestita nel Grand Hotel Dobbiaco, trasformato in collegio.

## Distribuzione
Il film è stato presentato in anteprima nazionale alla 34ª edizione del Torino Film Festival il 23 novembre 2016. Esce nelle sale il 31 maggio 2017, distribuito da 01 Distribution.

## Riconoscimenti
- 2017 – Nastro d'argento[5]
  - Nastro d'argento al miglior regista esordiente ad Andrea De Sica
  - Premio Guglielmo Biraghi - menzione speciale a Vincenzo Crea
  - Candidato a Nastro d'argento alla migliore scenografia - Dimitri Capuani
- 2017 – Est Film Festival
  - Miglior colonna sonora originale
- 2017 - Bobbio Film Festival
  - Miglior regia
- 2017 - Ortigia Film Festival
  - Miglior film
- 2017 - Gallio Film Festival
  - Miglior regia
- 2017 - Annecy cinéma italien
  - Prix du Jury Jeune
- 2017 - Santa Marinella Film Festival
  - Miglior sceneggiatura
- 2017 - Noir in Festival
  - Candidato al Premio Caligari[6]
- 2018 - Globo d'oro
  - Candidatura alla Migliore musica ad Andrea De Sica
  - Candidatura alla Miglior fotografia a Stefano Falivene